# 普林斯維爾 (伊利諾伊州)
普林斯維爾（英語：Princeville）是一個位於美國伊利諾伊州皮奧里亞縣的城市。

## 地理
普林斯維爾的座標為40°55′54″N 89°45′21″W / 40.93167°N 89.75583°W，而該地的平均海拔高度為184米（即604英尺）。

## 人口
根據2010年美國人口普查的數據，普林斯維爾的面積為4.37平方千米，當中陸地面積為4.37平方千米，而水域面積為0.00平方千米。當地共有人口1738人，而人口密度為每平方千米397.71人。